# Gerardo I di Gheldria
Gerardo di Wassenberg (seconda metà secolo XI – 1129) fu signore di Wassenberg dal 1082 circa e poi conte di Gheldria, dal 1096 circa fino alla sua morte.

## Origine
Gerardo, secondo il Chronicon Sancti Huberti Andaginensis era figlio del signore di Wassenberg, Teodorico (Gerardus et Gozwinus filius eius [=Theodericum]) e della moglie di cui non conosciamo né il nome né gli ascendenti.
Teodorico flamens, ancora secondo il Chronicon Sancti Huberti Andaginensis era figlio del signore di Wassenberg, Gerardo (Theodericum comitem qui filius Gerardi Flamensis) e della moglie di cui non conosciamo né il nome né gli ascendenti.

## Biografia
Secondo il Chronicon Sancti Huberti Andaginensis, nel 1082, suo padre, Teodorico, fu catturato da Goffredo di Boulogne (Godefridus Theodericum comitem cepit qui filius Gerardi Flamensis), che, dopo averlo condotto a Boulogne (Bulonium, potrebbe essere anche il castello di Buglione), ordinò di custodirlo con liberalità; dopo circa sei mesi, Teodorico morì, sempre in cattività e fu programmato di seppellirlo nella basilica di San Gereone di Colonia (apud Sanctum Gereonem), ma poi fu sepolto nella chiesa di Sant'Uberto di Liegi (in ecclesia beati Huberti); questi avvenimenti sono riportati anche nel documento XLIII delle Chartes de l'Abbaye de Saint-Hubert en Ardenne.
Gerardo succedette a Teodorico, nella signoria di Wassenberg.
Secondo il documento XLIII delle Chartes de l'Abbaye de Saint-Hubert en Ardenne, Gerardo ed il fratello Gosvino, dopo la morte del padre, fecero una donazione alla chiesa di Lille-Saint-Hubert; secondo le Antiquitas Ecclesiæ Andaginensis Sancti Petrii, Gerardo Gerardo ed il fratello Enrico, fecero una donazione alla chiesa di San Pietro.
Il Rodulfi Gesta Abbatum Trudonensium III cita Gerardo di Wassemberg, per una donazione, nel 1085, (Gerardum scilicet de castelloquod dicitur Guassenberge).
Nel 1087, col documento, n° 394 dei Diplomatum Regum et imperatorum Germaniae, Tomus VI.2, Heinrici IV. Diplomata, dell'imperatore del Sacro Romano Impero, Enrico IV di Franconia (Heinricus Romanorum imperator augustus) riconobbe a Gerardo un territorio che aveva invaso (in Traiecto quam comes Gerardus de Wassenbergen invaserat).
Gerardo, nel 1096 o prima, venne creato conte di Gheldria: il primo documento che attesta l'esistenza della contea è datato 1096, ed è il documento caput LXVII della Opera diplomatica et historica, tomus primus di Auberti Miraei, scritto dalla contessa di Boulogne, Ida di Lorena, figlia di Goffredo il Barbuto e madre di Goffredo di Buglione, che fu controfirmato da Gerardo (Gerardi comitis de Gelre).
Tra il 1104 ed il 1118, Gerardo, viene citato in diversi documenti del Urkundenbuch für die Geschichte des Niederrheins, Band I, come testimone di varie donazioni fatte dall'arcivescovo di Colonia, Federico I di Schwarzenburg: 
- il documento n° 263, del 1104 (Gerhart de Gelleron comes)[9],
- il documento n° 274, del 1112 (Comes Gerhardus et filius eius Gerhardus)[10],
- il documento n° 286, del 1118 (Comes Gerhardus et frater eius Heinricus)[11],
- il documento n° 288, del 1118 (Gerardus comes de Wassenberg)[12].

Secondo il documento n° 289, datato 30 settembre 1118, ancora del Urkundenbuch für die Geschichte des Niederrheins, Band I, Gerardo (Comes Gerhardus) fondò una chiesa, dedicata alla Madonna e a San Giorgio Martire, a Wassenberg (in meo allodio Wassenberg).
Nel 1127, Gerardo (Gerardus de Gelre) venne citato come testimone, nel documento n° 40 del Quellen zur Geschichte der Stadt Köln, volume 1, inerente ad una donazione dell'arcivescovo di Colonia, Federico I di Schwarzenburg; poi ancora nel 1129, Gerardo (Gerhardus comes de Gelre), sempre come testimone dell'arcivescovo Federico, nell'ultimo documento in cui lo troviamo citato è il n° 307 del Urkundenbuch für die Geschichte des Niederrheins, Band I.
Gerardo morì dopo tale data e secondo il Ooorkondenboek der graafschappens Gelre en Zutfen, Eerste gedeelte (non consultato) riporta la morte il 24 ottobre 1131; gli storici hanno sollevato il dubbio che quella data potesse riferirsi al figlio, anche lui Gerardo di nome, che comunque, dopo la sua morte gli succedette come Gerardo II conte di Gheldria.

## Matrimoni e discendenza
Della prima moglie di Gerardo non si conoscono né il nome né gli ascendenti, e neppure la data della sua morte. Da essa, Gerardo non ebbe figli.
Rimasto vedovo, tra il 1086 ed il 1087, Gerardo sposò Clemenza d'Aquitania, come ci conferma il documento nº 465b del Mittelrheinisches Urkundenbuch I, datato 1129, inerente alla fondazione di un monastero a Schiffenberg da parte di Clemenza indicandola come moglie di Gerardo I di Gheldria; Clemenza, sia secondo Le cartulaire de Marcigny-sur-Loire 1045-1144 (non consultato), sia secondo La comtesse Reine di Ad. Fabri era discendente dai conti di Poitiers e duchi d'Aquitania, figlia di Pierre-Guillaume VII, duca d'Aquitania e conte di Poitiers e della moglie, che, secondo il Chronicon sancti Maxentii Pictavensis, Chroniques des Eglises d'Anjou, era Ermesinda, di cui non si conoscono gli ascendenti (secondo lo storico francese), specializzato nella genealogia dei personaggi dell'Antichità e dell'Alto Medioevo, Christian Settipani era la figlia di Bernardo II, conte de Bigorre e della sua prima moglie, Clémence).
Anche Clemenza era al suo secondo matrimonio; dall'agosto 1086 era vedova del conte di Lussemburgo e Difensore dell'abbazia di San Massimino di Treviri e dell'abbazia di Stablo, Corrado I, che, secondo la Chronica Albrici Monachi Trium Fontium era figlio del conte di Salm e di Longwy, poi conte di Lussemburgo e difensore dell'abbazia di San Massimino di Treviri e del monastero di San Willibrod di Echternach, Giselberto. Clemenza a Corrado I aveva dato sette figli.
Da Costanza Gerardo ebbe tre figli:
- Gerardo (Comes Gerhardus et filius eius Gerhardus)[10] († dopo il 1134), conte di Gheldria;
- Giuditta († dopo il 1151), che sposò Valerano della Bassa Lorena, come ci conferma il Gisleberti Chronicon Hanoniense, che specifica che una figlia del primo conte di Gheldria e signore di Wassenberg, Gerardo I (eiusdem comitis de Ghelra filiam), aveva sposato il conte di Limburgo (dux de Lemborch), che erroneamente viene citato col nome del padre, Enrico, portandogli in dote il castello di Wassenberg[25]. Anche gli Annales Rodensis confermano che Giuditta (Jutta ducissa) era moglie di Valerano (Walrami ducis de Leimburch uxor)[26], così come il Codex diplomaticus Valkenburgensis (domina Jutta, nobilissima matrona uxor ducis Walrami de Lemburg)[27].
- Iolanda († dopo il 1122), che sposò il conte di Hainaut, Baldovino II, come ci conferma il Gisleberti Chronicon Hanoniense[28]; e, dopo essere rimasta vedova, tra il 1120 ed il 1122, ancora secondo il Gisleberti Chronicon Hanoniense, si sposò, in seconde nozze con Goffredo II, signore di Ribemont e Bouchain, castellano di Valenciennes[28].

### Fonti primarie
- (LA)  Chronicon Santi Maxentii Pictavinis, Chroniques des Eglises d´Anjou.
- (LA)  Monumenta Germaniae Historica, Diplomatum Regum et imperatorum Germaniae, Tomus VI.2, Heinrici IV. Diplomata
- (LA)  Monumenta Germaniae Historica, tomus VIII.
- (LA)  Monumenta Germaniae Historica, tomus X.
- (LA)  Opera diplomatica et historica, tomus primus.
- (LA)  Monumenta Germaniae Historica, tomus XVI.
- (LA)  Monumenta Germaniae Historica, tomus XXI.
- (LA)  Monumenta Germaniae Historica, tomus XXIII.
- (LA)  (FR)  Chartes de l'Abbaye de Saint-Hubert en Ardenne.
- (LA)  Monuments Pour Servir a L'Histoire des Provinces de Namur, de Hainaut.
- (LA)  Mittelrheinisches Urkundenbuch, I.
- (LA)  #ES Urkundenbuch für die Geschichte des Niederrheins, Band I.
- (LA)  Histoire du Limbourg, vol VII: Annales Rodensis.

### Letteratura storiografica
- (FR)  Fabri ´La comtesse Reine´.